# George y Mildred
George y Mildred fue una afamada sitcom británica de los años 70, producida por la Thames Television, sobre un matrimonio mal avenido, George y Mildred Roper, interpretados por los actores Brian Murphy y Yootha Joyce. Ambos personajes aparecieron inicialmente en la comedia Un hombre en casa, también de la Thames Television, de la cual George y Mildred fue un exitoso spin-off.
La popularidad de estas dos comedias propició las adaptaciones en los Estados Unidos de George y Mildred como Los Roper, secuela a su vez de Apartamento para tres, el equivalente de Un hombre en casa, que tuvieron gran aceptación por parte de los telespectadores.
La serie fue inicialmente emitida en su país de origen por la cadena de televisión ITV entre los años 1976 y 1979, y aún hoy son frecuentes las reposiciones de todas estas series en las programaciones de muchas televisiones de todo el mundo.

## Sinopsis
Habiendo recibido una orden de expropiación para su vieja casa, los propietarios (George y Mildred Roper) se trasladan al barrio residencial de Hampton Wick, donde las torpezas de George pronto lo meten en problemas con sus vecinos, Jeffrey (Norman Eshley) y Ann Fourmile (Sheila Fearn) y su joven hijo Tristram (Nicholas Bond-Owen). Mildred ve este cambio de dirección como el medio de subir en la escala social, y mezclarse con una mejor clase de personas. George, vago, y orgulloso de sus raíces de clase obrera, provoca muchas frustraciones a Jeffrey y Mildred. Mildred, además, está decepcionada con George por su constante falta de afecto hacia ella.

## Emisión
De 1976 a 1979 fueron emitidas cinco temporadas de George y Mildred, llegando a 38 episodios en total. Durante 1977, Brian Murphy y Yootha Joyce, unidos en escenario por Reginald Marsh, representaron una exitosa versión teatral de la serie.

## Versión cinematográfica
Después de la quinta temporada de la serie, se rodó una película con el mismo título en 1980, dirigida por Peter Frazer Jones y con guion de Dick Sharples.
Pese a la presencia de los personajes principales Yootha Joyce y Brian Murphy, algunas estrellas de la época como Stratford Johns y Kenneth Cope y actores de mucho futuro como Vicki Michelle, la película no fue éxito de taquilla, posiblemente debido al hecho de que no fue escrita por Johnnie Mortimer y Brian Cooke, los dos guionistas que habían hecho la serie. Además, los Fourmile fueron relegados a un papel de cameo, mientras que ellos habían sido una parte clave en la serie de TV.

## El final deGeorge y Mildred
La frase final de la película George y Mildred decía ¿El final - o el principio? Lamentablemente era el final, ya que Yootha Joyce murió de alcoholismo crónico el 24 de agosto de 1980, antes de que la película fuera estrenada. Sus amigos y compañeros se asombraron al descubrir que había estado bebiendo cada día, pues esto nunca afectó a su actuación ni mermó su profesionalidad.
En 2004, en un comentario de audio de una reedición en DVD de George y Mildred, Brian Murphy reveló que hubo proyectos para una sexta temporada de ocho episodios de la serie. Estos debían haber sido grabados a finales de 1980. Murphy también reveló que este sería el final de George y Mildred, ya que Yootha Joyce y él deseaban iniciar otros trabajos interpretativos, pero a pesar de estar escritos los guiones, la hospitalización y muerte de Joyce puso fin a la serie. Anecdóticamente, su entierro se ofició el día que debían comenzar los ensayos de la nueva temporada.
Thames Television habló entonces de producir una secuela para el personaje de George ahora viudo, pero este proyecto no se materializó. Brian Murphy, junto con el coprotagonista de George y Mildred Roy Kinnear y los guionistas Johnnie Mortimer y Brian Cooke, formaron el equipo de The Incredible Mr. Tanner, una comedia producida para la Thames poco después de la muerte de Yootha Joyce.

## Novelización
En 1977, tras la emisión de la primera temporada, apareció en formato de libro George and Mildred, novela basada en la serie de televisión y personajes creados por Johnnie Mortimer y Brian Brooke, con texto de Roger Bowdler.
Esta novelización, con traducción de Iris Menéndez, fue publicada en España en 1979 por la Editorial Argos Vergara con el título Los Roper (George & Mildred).

## La serie en España
La serie fue emitida originalmente en España con el nombre de "Los Roper" por Televisión Española entre 1979 y 1981, en dos pases: la primera, que consistía de la primera a la cuarta temporada, se emitió por la primera cadena entre el 12 de enero y el 9 de agosto de 1979; y la segunda, que consistía de la mayoría de episodios de la quinta y última temporada, por la misma primera cadena entre el 10 de febrero y el 24 de marzo de 1981 (en sustitución de Hotel Fawlty). Más tarde, la serie sería reemitida en su completo varias veces por las cadenas de la FORTA, empezando por la Televisión de Galicia, a partir de 1988. Más recientemente, ha sido, junto a su serie madre, emitida en horario de madrugada por Cuatro.
En 2013, la serie al completo fue editada en DVD por la distribuidora EMON.
Pusieron voz a George y Mildred, respectivamente, los actores de doblaje Rafael de Penagos y María Romero.

## Lista de episodios
- Primera temporada: Consta de diez episodios emitidos originalmente en el Reino Unido entre el 6 de septiembre y el 8 de noviembre de 1976:
  - Episodio 1: Cambiando de casa
  - Episodio 2: La falsa moneda
  - Episodio 3: El empleo de Mildred
  - Episodio 4: La adopción
  - Episodio 5: El dinero o la vida
  - Episodio 6: La caravana
  - Episodio 7: El perro o yo
  - Episodio 8: George mete la pata
  - Episodio 9: Mi marido en casa de los vecinos
  - Episodio 10: Planificación familiar

- Segunda temporada: Consta de siete episodios emitidos originalmente en el Reino Unido entre el 14 de noviembre y el 26 de diciembre de 1977:
  - Episodio 11: Venta benéfica
  - Episodio 12: A vueltas con el reloj
  - Episodio 13: El viajante
  - Episodio 14: El peor corte de todos
  - Episodio 15: La mejor manera de viajar
  - Episodio 16: Cartas a Dorothy
  - Episodio 17: No hay nada como el espectáculo

- Tercera temporada: Consta de seis episodios emitidos originalmente en el Reino Unido entre el 7 de septiembre y el 12 de octubre de 1978:
  - Episodio 18: La oportunidad llama a la puerta
  - Episodio 19: A la cama
  - Episodio 20: Creo en el pasado
  - Episodio 21: Un empleo para George
  - Episodio 22: Ya tenemos niño
  - Episodio 23: Vida con papá

- Cuarta temporada: Consta de siete episodios emitidos originelmente en el Reino Unido entre el 16 de noviembre y el 27 de diciembre de 1978:
  - Episodio 24: El trabajo ante todo
  - Episodio 25: Días de cerveza y Rosie
  - Episodio 26: Hay que ducharse
  - Episodio 27: Trabajando sin cobrar
  - Episodio 28: Día de pañales
  - Episodio 29: El juego de las parejas
  - Episodio 30: Segundo día de Navidad

- Quinta temporada: Consta de ocho episodios emitidos originalmente en el Reino Unido entre el 24 de octubre y el 25 de diciembre de 1979:
  - Episodio 31: Quien lo encuentra se lo queda
  - Episodio 32: En la salud y en la enfermedad
  - Episodio 33: La última oportunidad
  - Episodio 34: La ambición de conducir
  - Episodio 35: Un asunto militar
  - Episodio 36: En busca del pez perdido
  - Episodio 37: Yo tengo un caballo
  - Episodio 38: La tentación está al acecho